# Skönberga landskommun
Skönberga landskommun var en tidigare kommun i Östergötlands län.

## Administrativ historik
När 1862 års kommunalförordningar trädde i kraft inrättades i Sverige cirka 2 500 kommuner. Huvuddelen av dessa var landskommuner (baserade på den äldre sockenindelningen), vartill kom 89 städer och åtta köpingar. I Skönberga socken i Hammarkinds härad i Östergötland inrättades då denna kommun.
Vid kommunreformen 1952 uppgick denna  i Söderköpings stad.
År 1971 ombildades staden till Söderköpings kommun.

## Politik

### Mandatfördelning i Skönberga landskommun 1938-1946
| 6 | 9 |

| 15 |

| 7 | 8 |

| 15 |

| 6 | 9 |

| 15 |